# Mila Gojsalić
Mila Gojsalić (zm. 27 marca 1530) – chorwacka bohaterka ludowa.

## Życiorys
Zgodnie z ludową tradycją urodziła się we wsi Kostanje w Dalmacji i według legendy należała do potomków chorwackiego króla Gojsława. W XVI wieku większość ziem bałkańskich została zajęta przez Imperium Osmańskie. Przed najazdami broniły się: Czarnogóra, Istria i Dalmacja. W 1530 roku Ahmed-pasza z dziesięciotysięczną armią wyruszył na podbój istniejącej na terenie Dalmacji chłopskiej Republiki Poljicy. Gdy założył obóz w rejonie Podgraca, Mila Gojsalić wysadziła znajdujące się w obozie zapasy prochu. Zginęła, gubiąc część sił wroga i umożliwiając pokonanie Turków przez swoich rodaków. Legenda przekazuje dwie wersje odnośnie do jej pobytu w tureckim obozie. Według jednej została porwana i zgwałcona, a według drugiej jak biblijna Judyta dobrowolnie poświęciła swoje dziewictwo dla ratowania swojego kraju.
Profesor literatury chorwackiej Slobodan Prosperov Novak stwierdził, że nie ma w źródłach historycznych żadnego potwierdzenia, iż Mila Gojsalić żyła naprawdę. Faktem jest natomiast, że po 1530 roku opowieści o jej bohaterstwie były przekazywane z pokolenia na pokolenie.

## Upamiętnienie

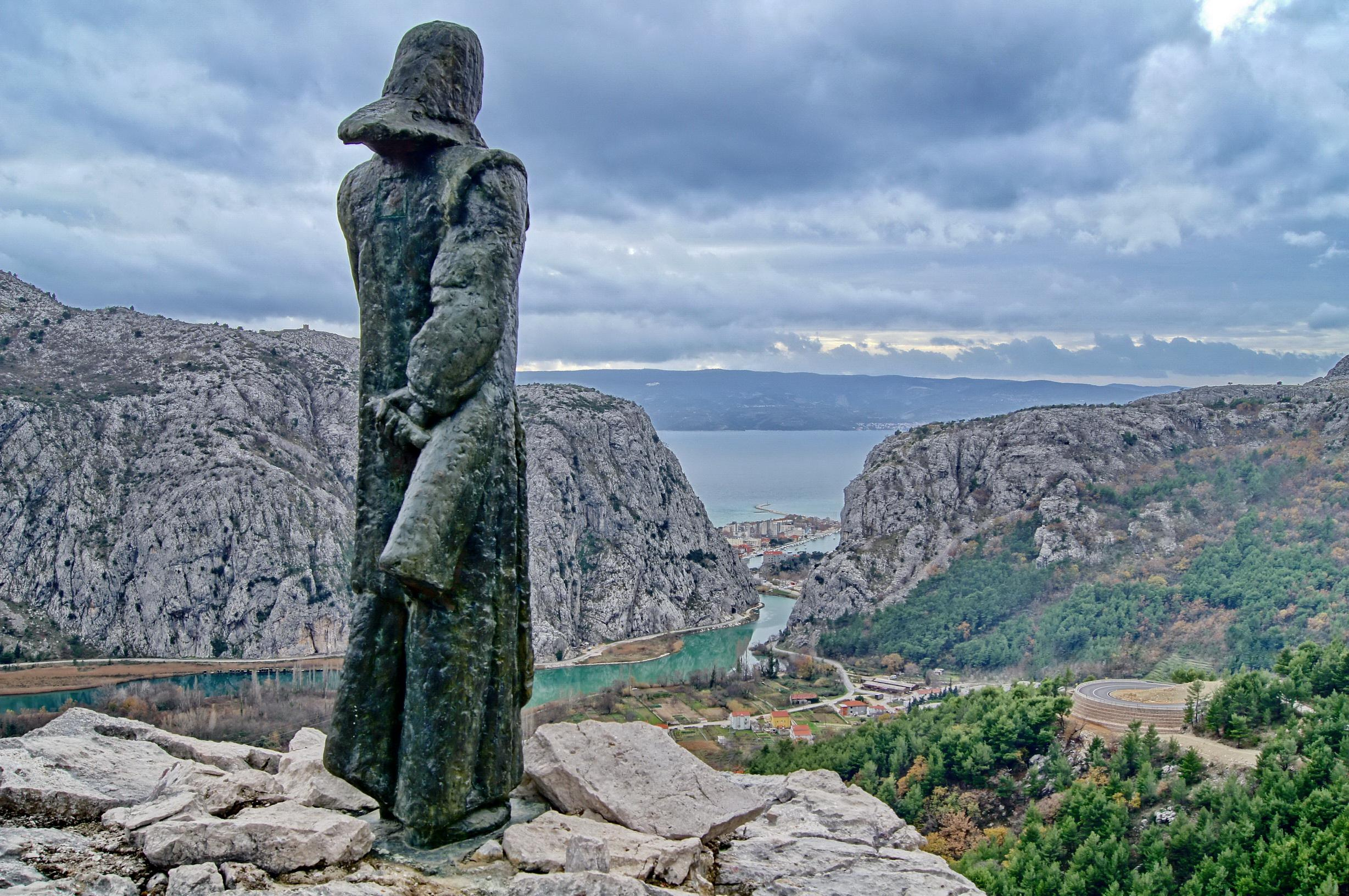
Statua Mili Gojsalić

- Ivan Meštrović wyrzeźbił naturalnej wielkości posąg Mili, który 20 sierpnia 1967 roku został umieszczony nad miastem Omiš[6].
- W 1952 roku w Zagrzebiu odbyła się premiera opery Jakova Gotovaca Mila Gojsalića w wykonaniu Chorwackiego Teatru Narodowego. Libretto napisał Danko Angjelinović[6][7].
- Od 2003 roku pod patronatem prezydenta w Kostanje są obchodzone Dni Mili Gojsalić[6].